# Benjamin Leigh Smith
Benjamin Leigh Smith, född 12 mars 1828 i Whatlington i Sussex, död 4 januari 1913 i London, var en brittisk upptäcktsresande, advokat och seglare. Han var bror till Barbara Bodichon.

## Tidiga år
Leigh Smith föddes i Whatlington i Sussex som andra barn till whig-politikern Benjamin Smith och Anne Longden, en hattmakare från Alfreton. 1827 fick paret fick sitt första barn, Barbara, medan de var ogifta, vilket förorsakade en skandal. När sonen Benjamin föddes året därpå flyttade familjen till Amerika, där de befann sig under de kommande två åren.
Efter sin återkomst till Sussex fick paret ytterligare två barn innan Anne insjuknade i tuberkulos och avled 1834, när sonen Benjamin var fem år gammal.

## Upptäcktsresor
Mellan 1871 och 1882 företog Leigh Smith fem större expeditioner till Svalbard, Jan Mayen och Frans Josefs land. Från dessa platser samlade han specimen, som brukades av British Museum och Royal Botanic Gardens. Han fick även med sig levande isbjörnar till London Zoo.

### Expeditionen till Svalbard 1871
Den 19 maj 1871 seglade Leigh Smith från Grimsby på skonerten Sampson. Kaptenen Andreas Erik Ulve och de tolv andra i besättningen var norrmän. Expeditionen stannade vid Tromsö innan den fortsatte med sikte på Svalbard, där de anlände den 7 juli. Sampson tog sig genom isen runt Spetsbergens västra och norra kust fram till Hinlopensundet. Leigh Smith kartlade det som sedermera kallades Wilhelmøya och fastslog att det var en ö. Han fortsatte sedan längs Nordostlandets nordkust och iakttog med säkerhet 22 nya öar, bland annat Brochøya, Foynøya och Schübelerøya. Under expeditionens gång genomförde han ett antal temperaturmätningar, av vilka han drog slutsatsen att tillståndet är markant varmare under ytan och att havsströmmarna runt Svalbard gör västkusten fördelaktig för utforskning. Den 27 september återvände expeditionen till Tromsö.

### Expeditionen till Jan Mayen och Svalbard 1872
I den andra expeditionen ingick 17 män, inklusive Leigh Smith och kaptenen John C. Wells. Expeditionen utgick från Hull den 13 maj 1872, med besättningsmedlemmar från staden samt från Shetlandsöarna. Skeppet Sampson anlände till Jan Mayen den 3 juni och temperaturmätningar genomfördes av Wells. Expeditionen finansierades av Leigh Smith och de valar och sälar som besättningen jagade täckte delvis kostnaden. Sampson fortsatte sedan till Svalbard. Ytterligare analyser av temperaturer styrkte här Leigh Smiths teori om en varm havsström i området. Fartyget tillfogades isskador vid ön Moffen i norra Svalbard och behövde tas i land vid Wijdefjorden för att repareras. Väl till sjöss igen träffade Sampson på den svenska Spetsbergenexpeditionen 1872–1873, ledd av Adolf Erik Nordenskiöld, i Fuglefjorden. Leigh Smith återvände till Hull den 26 september.

### Expeditionen till Svalbard 1873
För den tredje expeditionen använde Leigh Smith sig av två skepp: Diana och Sampson. Till expeditionen anslöt sig Herbert Chermside, som förde en loggbok under färden, samt naturalisten Alfred Edwin Eaton. Expeditionens avsikt var att söka sig bortom Svalbards nordöstliga utposter och även söka efter Nordenskiölds expedition, som ännu inte återvänt. Den 13 juni 1873 blev Diana informerad av ett norskt fiskefartyg att Nordenskiölds expedition frusit fast vid Mosselbukta, vid Spetsbergens nordkust, och höll på att svälta. Leigh Smith nådde de tre skeppen vid Mosselbukta samma dag och bistod med sin proviant. För denna gärning tilldelades han senare den Kungliga Nordstjärneorden. Leigh Smiths expedition genomförde viss utforskning, men tog sig inte längre än förut.

### Expeditionen till Frans Josefs land 1880

Karta över Leigh Smiths expedition 1880.

Vid den fjärde expeditionen hade Leigh Smiths iver för polarforskning nått den grad att han skaffade sig sitt eget specialbyggda skepp, som fick namnet Eira. Den 19 juni 1880 lämnade fartyget Aberdeen, med kaptenen William Lofley, kirurgen William Neale, fotografen William John Alexander Grant, 2 styrmän, 2 ingenjörer och 17 man. Den 20 juni plockades även fyra shetlänningar upp vid Lerwick. Den 11 juli träffade Eira på John Grays Hope och David Grays Eclipse. På Eira tog Grant ett fotografi som avbildade Arthur Conan Doyle tillsammans med Leigh Smith, bröderna Gray, Neale och Lofley.
Efter att ha anlänt till Spetsbergens norra kust, som var täckt med tjock is, bestämde sig Leigh Smith för att utforska Frans Josefs land, som officiellt hade upptäckts sju år tidigare av Julius von Payer och Carl Weyprecht i en österrikisk-ungersk expedition. Den 14 augusti kunde expeditionen ana öarnas västligaste utposter. Expeditionen upptäckte härnäst flera öar, bland annat Hookers ö, Northbrookön och Bruceön. Namnet Alexandras land började hänvisa till områdena norrut, dagens Prins Georgs land och Alexandras land. Den 1 september lämnade Eira Frans Josefs land och återvände kort till Svalbard innan skeppet anlände i Peterhead den 12 oktober.

### Expeditionen till Frans Josefs land 1881–1882
Följande år reste Eira ut på sin andra expedition, när skeppet lämnade Peterhead den 14 juni 1881 med en besättning på 25 personer. Målet var att etablera en bas i det nyupptäckta området i sydvästra Frans Josefs land och utforska längre norrut. 

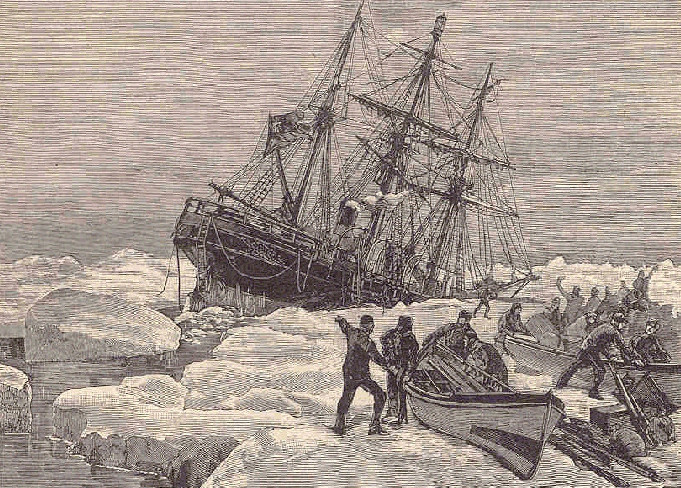
Förlisningen av Eira.

Besättningen fick land i sikte den 23 juli och upprättade ett mindre hus på Bellön som de kallade "Eira Lodge" (Eirastugan). Skeppet seglade sedan till Kap Flora på Northbrookön, där det förstördes av is den 22 augusti. Expeditionen tvingades överge fartyget, även om många förnödenheter och fem båtar kunde räddas under förlisningen. Även om isen ursprungligen gjorde det omöjligt att nå Eira Lodge kunde de konstruera en hydda vid Kap Flora, gjord av stenar, plankor, master och segel, som de kallade "Flora Cottage" (Florahyddan). Den 1 september lyckades en av båtarna nå Eira Lodge och tog med sig ytterligare proviant. Besättningen klarade den arktiska vintern genom att utöka sin lagrade mat med kött från björnar, fåglar och valrossar till den grad att de hade proviant för två månader när det väl var dags för den planerade färden söderut. Den 21 juni 1882, när havet huvudsakligen var fritt från is, gav Leigh Smith order om att sätta båtarna i sjön. Till en början gick det långsamt, men den 1 augusti kom de ut på det öppna havet, inte långt från Novaja Zemlja. Följande dag gick de i land och upptäcktes av det nederländska upptäcktsfartyget Willem Barentsz. Expeditionsmedlemmarna tog sig hem på Hope, ett skepp som ingick i Allen Youngs undsättningsexpedition, och anlände i Aberdeen den 20 augusti.
I augusti 2017 hittades vraket från Eira genom att använda sonar. Skeppet befann sig på en djup på 20 meter utanför Northbrooköns kust.